# Territoire de Belfort
Territoire de Belfort (IPA: [tɛʁiˈtwaʁ dəbɛlˈfɔʁ]) megye (département) Franciaországban. 1922-ben lett az ország 90. megyéje.

## Elhelyezkedése
Franciaország keleti részén részén terül el, Burgundia-Franche-Comté régió (2015 végéig Franche-Comté régió) része.

## Történelem
A Territoire de Belfort (jelentése ’belforti terület’) mint közigazgatási egység az 1871. évi frankfurti béke alapján jött létre. Leválasztották a többi elzászi területről, amelyek a békeszerződés értelmében a Német Birodalomhoz kerültek. 1922-ben a területet ugyanezen a néven megyévé alakították.

## Települések

### Legnagyobb városok
- Belfort